# Lusine Zakarian
Lusine Zakarian (orm. Լուսինե Զաքարյան, ur. 1 czerwca 1937 w Achalciche, Gruzińska Socjalistyczna Republika Radziecka, zm. 30 grudnia 1992 w Erywaniu, Armenia) – radziecka i ormiańska śpiewaczka operowa (sopran).
Dzieciństwo spędziła w gruzińskim rejonie Samcche-Dżawachetia. W 1952 rodzina przeprowadziła się do Erywania, gdzie ukończyła szkołę muzyczną drugiego stopnia, a następnie w 1957 rozpoczęła studia w Erywańskim Konserwatorium Państwowym.

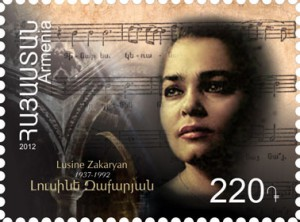
Znaczek poczty Armeńskiej

W latach 1970–1983 była solistką Orkiestry symfonicznej Armeńskiego Radia i Telewizji. Oprócz repertuaru klasycznego śpiewała również tradycyjną muzykę ormiańską. Z tym repertuarem pierwszy raz zaprezentowała się poza ZSRR, gdy Tekeyan Cultural Association wydało w latach 60. XX wieku jej płytę Lucineh Zakaryan: The Nightingale of Armenia.
W ostatnich latach życia prawie oślepła. Zmarła na cukrzycę. Została pochowana na cmentarzu Apostolskiego Kościoła Ormiańskiego Surb Gajane w Wagharszapat.

## Nagrody i odznaczenia
- Ludowa Artystka Armeńskiej SRR
- Nagroda państwowa Armeńskiej SRR
- Armeński Order św. Mesropa Masztoca
- W 2012 poczta armeńska wydała znaczek z okazji 75 rocznicy urodzin Lusine Zakarian